# 維恩貝克河
53°12′49″N 8°47′18″E / 53.21361°N 8.78833°E

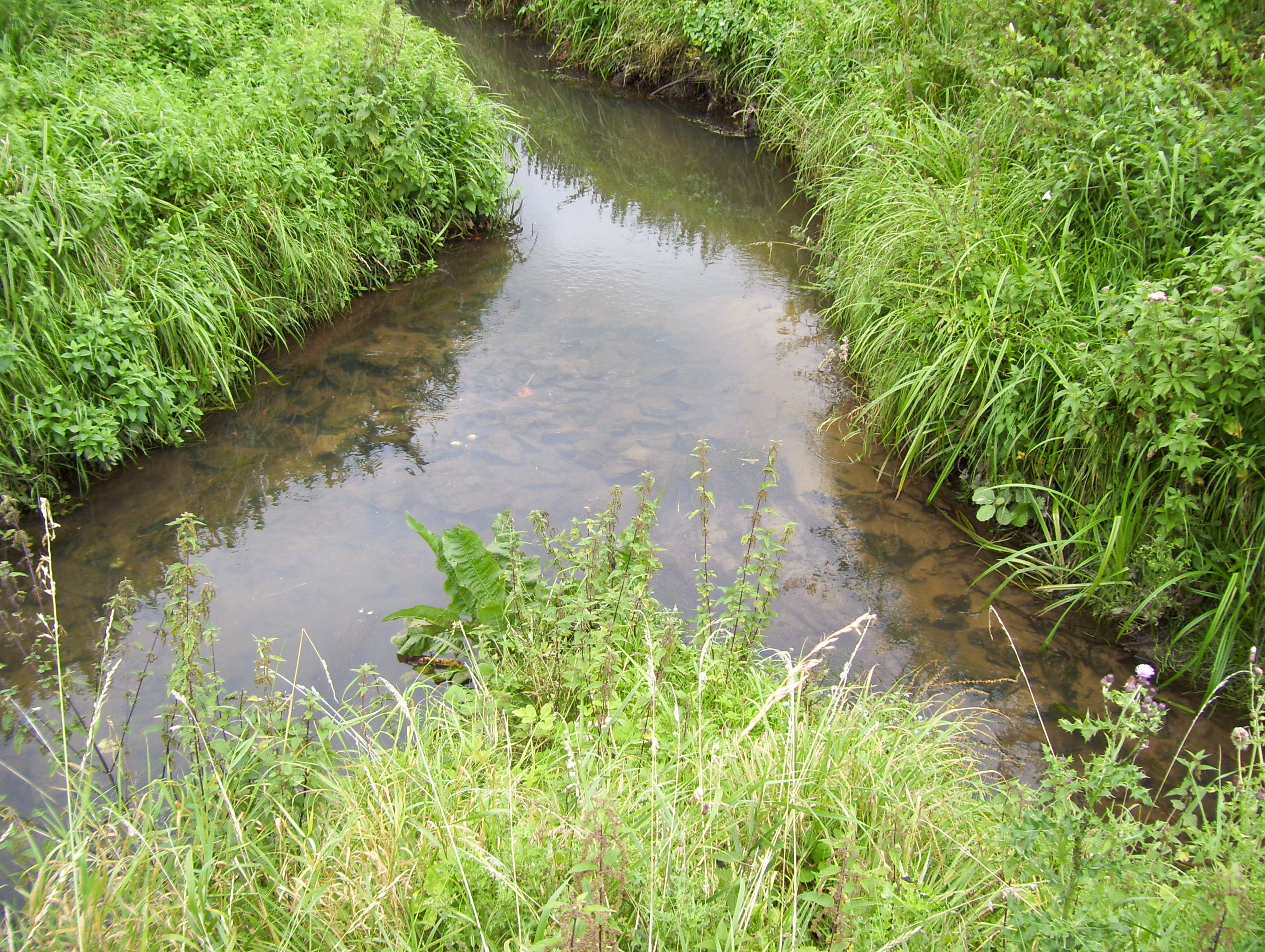

維恩貝克河（德語：Wienbeck），是德國的河流，位於該國西北部，由下薩克森州負責管轄，屬於沙爾姆貝克巴赫河的支流，河口處在奧斯特霍爾茨-沙姆貝克附近。